# Jhon Obregón
Jhon Adolfo Obregón Quiñones (Cali, 8 febbraio 1990) è un ex calciatore colombiano, di ruolo attaccante.